# ジョイホン小山駅前店
ジョイホン小山駅前店（ジョイホンおやまえきまえてん）は、栃木県小山市駅東通り2丁目に存在するジョイフル本田のホームセンターである。ジョイフル本田の初ブランドである「ジョイホン」の第1店舗目として2022年4月に開店した。

## 背景
1980年1月から2021年2月まで営業していたイトーヨーカドー小山店の建物を居抜きして本店は開店しており、ジョイフル本田にとって居抜き店舗での営業と駅前に出店するのは初となる。栃木県にジョイフル本田が出店するのは2004年に開店した宇都宮店以来の2店舗目であり、本店は上記の通り「ジョイホン」の第1店舗目となる。
建物はイトーヨーカドー小山店の創業時から築41年が経ち、老朽化による解体の可能性を指摘されていた。しかし、ジョイフル本田は出店の投資コストの抑制と併せて、環境に配慮した資源再活用を重視して改築・改装などは必要最小限にとどめるということでそのまま建物を活用された。このことは2021年12月にメディアを通して発表され、2022年4月20日に本店が開業した。

## コンセプト
店舗名にもある「ジョイホン」とはジョイフル本田の愛称として使われていたものであり、これまでの愛顧への感謝も込めて新たなストアブランドとして打ち出されている。店舗に飾られている「JOYHON」のロゴは、佐藤可士和が率いるSAMURAIによるデザインによるものである。
ジョイフル本田は「『必要必在』と『生活提案』で地域社会の喜びと夢を共創する」というコンセプトを基に出店地域に根ざした店づくりを進め、具体的には、「Lifelines」「Handicrafts」「Ways of Life」をブランドコンセプトとしている。本店はそのコンセプトをベースにした新たなスタイルの店舗として位置付けている。
開業してから僅か1年半後の2023年11月22日にはリニューアルを行い、専門性の高い商品に絞り込んだ売り場構成とした。1階はジャパンミート（食料品）のみ存続し、それ以外は「本田屋」（プロ用の工具などの専門店）にリニューアル。2階は「JOY's STYLE」（インテリア用品など）と「Pet's CLOVER」（ペット用品）をメインとして、1階にあった日用品関連も移転した。一方で1階にあったガーデニング関連や、2階にあったホビー関連の売り場などは廃止された。

## フロアーとテナント
| 屋上：駐車場                                                                       |
| 3階：駐車場                                                                        |
| 2階：「JOY's STYLE」（インテリア用品など） 「Pet's CLOVER」（ペット用品） 日用雑貨 |
| 1階：本田屋（プロ用の工具など） ジャパンミート生鮮館 小山店                        |
| ---------------------------------------------------------------------------------- |
| 出典：                                                                             |

### 開業当時から2023年11月までの構成
| 屋上：駐車場                                                                                                 |
| 3階：駐車場                                                                                                  |
| 2階：キャンプギア&ホビー コンディショニング・フィットネス ペット アート・ステーショナリー ハンディクラフト   |
| 1階：グロサリー デイリー&エマージェンシー・サプライ ガーデニング サイクル ジャパンミート生鮮館 小山店 e-工房 |
| --- |
| 出典： |

## 交通アクセス
電車
- JR東日本（東北新幹線・宇都宮線・両毛線・水戸線）小山駅の東口から徒歩約3分。

自動車
- 東北自動車道 栃木ICから約35分。

## 周辺施設
- 小山駅（VAL小山）
- 白鷗大学
- 小山市立中央図書館
- 小山郵便局
- ロブレ